# Klutmarks station
Klutmarks station is een plaats in de gemeente Skellefteå in het landschap Västerbotten en de provincie Västerbottens län in Zweden. De plaats heeft 53 inwoners (2005) en een oppervlakte van 13 hectare. De plaats ligt vlak bij Klutmark aan een spoorlijn.